# ロッタラ ロッタラ
「ロッタラ ロッタラ」はBuono!の通算5枚目のシングル。2008年11月12日発売。発売元はポニーキャニオン。

## 概要
初回限定盤はCD+DVD、通常盤はCDのみである。また、初回限定版と通常版初回生産分にはイベント参加抽選シリアルナンバーカードとBuono!オリジナルトレーディングカード（初回と通常は別絵柄）が封入されている。
題名と歌詞に使われている「ロッタラ」という単語については、レッド・ツェッペリンの楽曲「胸いっぱいの愛を（原題:Whole Lotta Love）」との関係が指摘されている（歌詞にも「胸いっぱいの愛を（で）」と同曲の邦題も取り入れられている）。
基本的センターは嗣永桃子だが、3人それぞれがセンターになる部分がある振り付けである。
PVは70年代をイメージしたものであり、70年代に流行った撮影法や衣装を使用している。
振付は西田一生（西田プロジェクト）が担当。

## 収録曲
1. ロッタラ ロッタラ 
（作詞：岩里祐穂、作曲：井上慎二郎、編曲：西川進）
『しゅごキャラ!!どきっ』エンディングテーマ（2008年10月 - 2009年1月）
2. マイラブ 
（作詞：岩里祐穂、作曲・編曲：井上慎二郎）
3. ロッタラ ロッタラ (Instrumental)
4. マイラブ (Instrumental)